# Collette Gillian
Collette Gillian (* 1963 oder 1964)  ist eine ehemalige jamaikanische Skirennläuferin. 

## Karriere
Gillian wuchs in verschiedenen Kinder- und Jugendheimen auf und erlernte erst im Alter von 30 Jahren das Skifahren.
1999 nahm sie gemeinsam mit Andrew Salm als erste jamaikanische Skirennläufer an einer Alpinen Skiweltmeisterschaft teil.
In Vail bzw. Beaver Creek wurde sie jeweils mit deutlichem Abstand Letzte, im Riesenslalom fehlten ihr knapp 30 Sekunden auf die vorletzte, Sonya Markh aus Israel, im Slalom lag sie gar 53 Sekunden hinter Nicole Savvides aus Zypern.
Nach diesen Wettkämpfen ist Gillian nicht mehr als Rennläuferin in Erscheinung getreten.

## Erfolge

### Weltmeisterschaften
- Vail/Beaver Creek 1999: 40. Slalom, 42. Riesenslalom